# San Isidro Chiapa
San Isidro Chiapa är en ort i Mexiko.   Den ligger i kommunen Tzicatlacoyan och delstaten Puebla, i den sydöstra delen av landet, 130 km sydost om huvudstaden Mexico City. San Isidro Chiapa ligger 2 045 meter över havet och antalet invånare är 124.
Terrängen runt San Isidro Chiapa är kuperad. Runt San Isidro Chiapa är det ganska glesbefolkat, med 47 invånare per kvadratkilometer. Närmaste större samhälle är Atoyatempan, 13,0 km öster om San Isidro Chiapa. I omgivningarna runt San Isidro Chiapa växer huvudsakligen savannskog.